# ميشو بريتشكو
ميشو بريتشكو (بالسلوفينية: Mišo Brečko)‏ (مواليد 1 مايو 1984 في تربوفلي - يوغوسلافيا) لاعب كرة قدم سلوفيني يلعب حاليا لصالح نادي الدرجة الأولى كولن الألماني منذ 2008 في مركز قلب الدفاع كما يجيد اللعب في مركز الوسط المدافع .

## روابط خارجية
- ميشو بريتشكو على موقع الاتحاد الدولي (مؤرشف)  (الإنجليزية)
- ميشو بريتشكو على موقع قاعدة بيانات كرة القدم.إي يو (الإنجليزية)
- ميشو بريتشكو على موقع بيانات كرة القدم. دي إي (الألمانية)
- ميشو بريتشكو على موقع ناشيونال فوتبول تيمز (الإنجليزية)
- ميشو بريتشكو على موقع Soccerway.com (الإنجليزية)
- ميشو بريتشكو على موقع عالم كرة القدم.نت (الإنجليزية)
- ميشو بريتشكو على موقع AS.com (الإسبانية)